# Dorfkirche Leuenberg

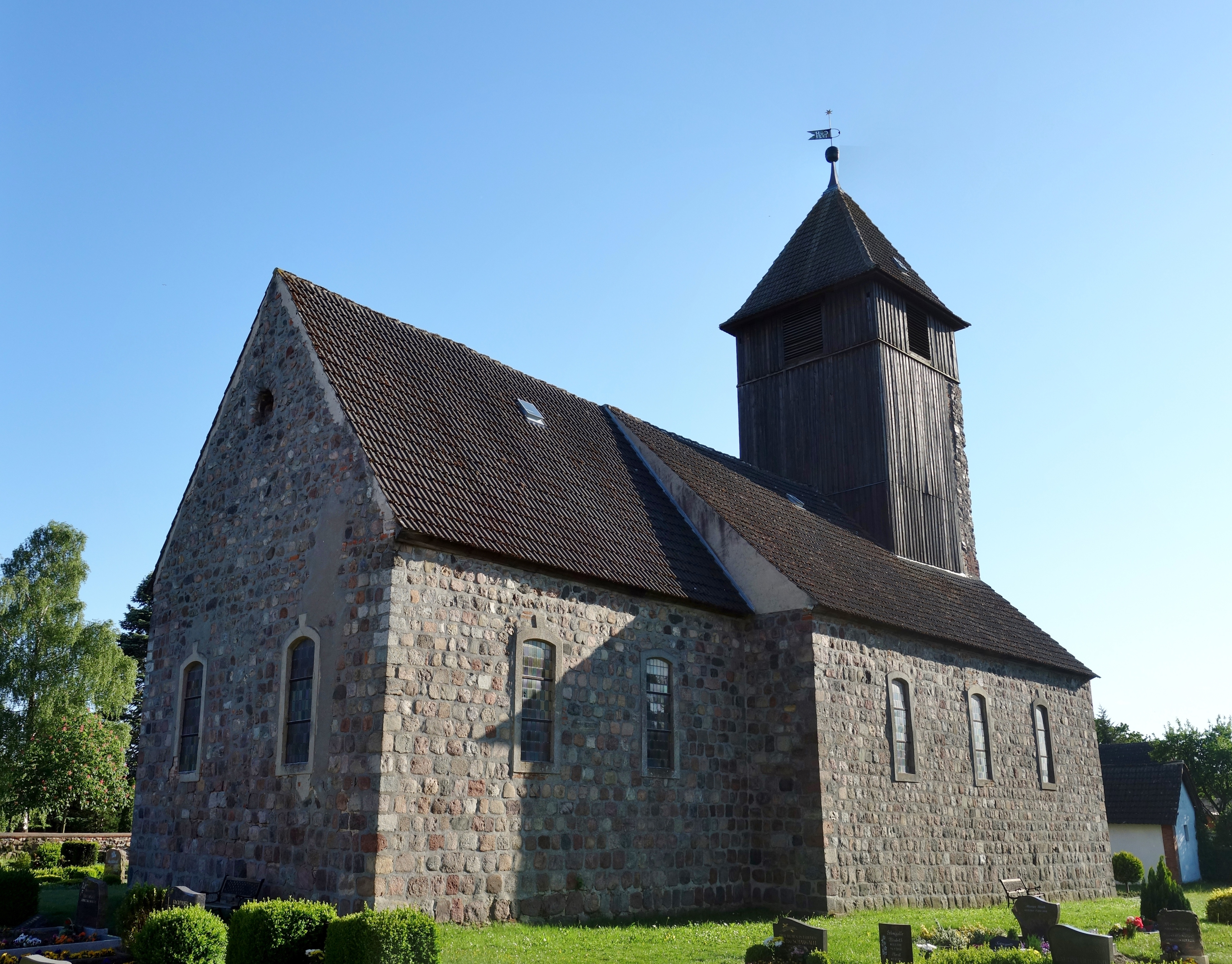
Dorfkirche Leuenberg

Die evangelische, denkmalgeschützte Dorfkirche Leuenberg steht in Leuenberg, einem Ortsteil der Gemeinde Höhenland im Landkreis Märkisch-Oderland von Brandenburg. Die Kirche gehört zum Kirchenkreis Barnim der Evangelischen Kirche Berlin-Brandenburg-schlesische Oberlausitz.

## Beschreibung
Die in der Mitte des 13. Jahrhunderts gebaute Feldsteinkirche wurde im Dreißigjährigen Krieg zerstört und ab 1691 wieder aufgebaut. Sie besteht aus einem Langhaus und einem eingezogenen, gerade geschlossenen Chor im Osten. Dem Satteldach des Langhauses wurde 1727 ein mit Brettern verkleideter quadratischer Dachturm aufgesetzt, der mit einem Pyramidendach bedeckt ist. In seinem Glockenstuhl hängen zwei Kirchenglocken, eine wurde 1571, die andere 1618 gegossen.
Der Innenraum ist mit einer Flachdecke überspannt. Der Triumphbogen zwischen Langhaus und Chor wurde entfernt.